# Волтер Рубусана
Мпіло Волтер Бенсон Рубусана (21 березня 1858 — 19 квітня 1936) — співзасновник газети Izwi Labantu мовою коса, яку фінансував Сесіль Джон Родс, і перша чорношкіра особа, обрана до Капської ради (Парламенту) у 1909 році. Він є засновником Асоціації корінної освіти, яка сприяла формуванню у 1912 році Національного конгресу корінних жителів Південної Африки (SANNC), що у 1923 році перейменоввана на Африканський національний конгрес .

## Раннє життя
Він народився як Мпіло 21 березня 1858 року в родині Номенті Рубусани в Мнанді, розташованому в районі Сомерсет-Іст, який утворював частину Капської колонії та отримав ім'я Мпіло. Його батько Мбонджана Рубусана, неписьменний сільськогосподарський працівник, який на різних роботах служив Мголомбане Санділе. Крім того, він також був радником вождя  іміДанге Ботомане і був вірним хранителем африканської культури та мов.
Мпіло народився в дуже поганий період для народу коса, оскільки вони нещодавно зазнали поразки у 8-й прикордонній війні та через пророцтва Нонґкавусе. Більшу частину свого дитинства він пас худобу і пішов до школи лише підлітком, у віці 16 років. Його помітив преподобний Річард Берт, який познайомився з ним у Лондонській місіонерській школі в Пілтоні, поблизу міста короля Вільгельма. У 1874 році Берт зарахував його до школи для хлопчиків у Пілтонський навчальний коледж для корінних жителів. Через рік Рубусана охрестився і отримав нове християнське ім'я: Волтер Бенсон. Його африканське ім'я Мпіло було офіційно видалено, а традиційну шкіру, яку він зазвичай носив, замінили білою сорочкою як маркер переходу від традиційного до сучасного світу. Коли Рубусана завершив початкову освіту, він пішов до коледжу Лавдейл, місіонерської школи, заснованої та підтримуваної Вільною церквою Шотландії, розташованої поблизу річки Тюме. Під керівництвом доктора Джеймса Стюарта він навчався, щоб отримати диплом про освіту, який у 1878 році закінчив, ставши одним із найуспішніших. Після завершення навчання в галузі освіти Рубусана залишився в коледжі Лавдейл, вирішивши цього разу знову продовжити богословські дослідження під опікою Джеймса Стюарта за сприяння преподобного Ендрю Сміта.

## Професійне життя
У 1880 році він нарешті вирішив залишити коледж Лавдейл, щоб зайняти посаду вчителя на місіонерській станції/школі в Пілтоні, де він також працював помічником міністра. Він виступав за обов'язкову освіту, але пішов далі, виступаючи за навчання рідною мовою. Саме в цей час він зустрів і одружився з Номхаєю Діною Нзанзаною, яка в 1883 році стала його першою дружиною. Вони обоє були вихователями. Під час шлюбу Рубусани були благословенні 12 дітьми, хоча лише шестеро з них дожили до повноліття. Діти пішли по стопах батьків і самі стали вчителями. У 1920 році його дружина Діна померла, і він одружився з Беллою Ноні Каше з Аліс, Східний Кейп. У цьому шлюбі народилася одна дитина, хлопчик. Він продовжував працювати в Пілтоні до 1884 року, де був висвячений на главу конгрегаційної церкви. Він переїхав до Східного Лондона, де провів решту свого життя. На початку 1900-х років він почав цікавитися політикою і почав приєднуватися до організацій, які були політично орієнтованими. Він агітував за самопредставництво темношкірих у Капському парламенті і згодом був обраний першим темношкірим членом цього парламенту в 1909 році. Дослідники зауважують, що те, що Нельсон Мандела завершив у 1994 році, було вперше розпочато ним та його сучасниками у 1880-х роках. Його вплив на чорношкіру політику згас із радикалізацією чорношкірих робітників і піднесенням Комуністичної партії Південної Африки (заснована в 1919 році), а також профспілкового руху та його участі у внутрішній боротьбі проти апартеїду. Він поступово відійшов від громадського життя і помер 19 квітня 1936 року.

## Помітні досягнення
- Співзасновник газети Izwi Labantu мовою коса разом з Джоном Тенго Джабаву.
- У 1906 році він опублікував основоположну працю Zemnk' Inkomo Magwalandini, збірку традиційної поезії. Він також написав «Історію Південної Африки з місцевої точки зору».[5][6][7]
- Меморіальний університет Мак-Кінлі в Луїсвіллі, штат Кентуккі, США, отримав ступінь почесного доктора наук.
- Йому присвоєно ступінь почесного доктора Університету Нельсона Мандели в Порт-Елізабет, Південна Африка.
- Відіграв ключову роль в активістських ініціативах та організаціях, таких як Асоціація корінної освіти, яка сприяла формуванню Конгресу корінних жителів Південної Африки в 1912 році.
- Він був першим африканцем, обраним до Капської ради (парламенту) у 1909 році.
- Він був головою Консультативної ради з питань розташування.
- Він допоміг у створенні понад десяти шкіл у Східному Лондоні та навколо нього.[8]

## Подальше читання
- Hewison, Hope Hay (1989). Hedge of Wild Almonds: South Africa, the Pro-Boers & the Quaker Conscience, 1890-1910. James Currey Publishers. с. 350. ISBN 978-0-85255-031-1.
- Sherwood, Marika (2012). Origins of Pan-Africanism: Henry Sylvester Williams, Africa, and the African Diaspora. Routledge. с. 262. ISBN 978-0-415-63323-9.
- Mweli-Skota, T.D. Who's Who. African Yearly Register (PDF). Johannesburg: The Orange Press. с. 251 — через R L Esson & Co.